# Pedro Martínez García
Pedro Martínez García (Dolores, 9 febbraio 1996) è un ex calciatore spagnolo, di ruolo centrocampista.

## Carriera
Nato a Dolores nella Comunità Valenciana, Martínez ha iniziato a giocare all'età di 12 anni nel settore giovanile del Villarreal. Nel 2015, è stato aggregato al Villarreal C. Il 25 ottobre 2015, ha esordito con la squadra di riserve, entrando al minuto '68 sostituendo Fran Sol nella sconfitta per 1-0 contro il Badalona.
Il 18 novembre 2015, Martínez si è infortunato ai legamenti durante un allenamento, ed è tornato a giocare nel dicembre 2016, con la squadra C contro il Muro. Il 7 dicembre 2017, ha fatto il suo esordio in prima squadra, entrando in sostituzione di Roberto Soriano nella sconfitta per 1-0 contro il Maccabi Tel Aviv in Europa League.
Il 18 gennaio 2020, Martínez si è accasato ai cechi del Trinity Zlín firmando un contratto valido fino all'estate 2022.

## Statistiche

### Presenze e reti nei club
Statistiche aggiornate al 17 gennaio 2022.
| Stagione            | Squadra             | Campionato          | Campionato | Campionato | Coppe nazionali | Coppe nazionali | Coppe nazionali | Coppe continentali | Coppe continentali | Coppe continentali | Altre coppe | Altre coppe | Altre coppe | Totale | Totale |
| Stagione            | Squadra             | Comp                | Pres       | Reti       | Comp            | Pres            | Reti            | Comp               | Pres               | Reti               | Comp        | Pres        | Reti        | Pres   | Reti   |
| ------------------- | ------------------- | ------------------- | ---------- | ---------- | --------------- | --------------- | --------------- | ------------------ | ------------------ | ------------------ | ----------- | ----------- | ----------- | ------ | ------ |
| 2015-2016           | Villarreal B        | SDB                 | 5          | 0          |                 | -               | -               |                    | -                  | -                  |             | -           | -           | 5      | 0      |
| 2016-2017           | Villarreal B        | SDB                 | 0          | 0          |                 | -               | -               |                    | -                  | -                  |             | -           | -           | 0      | 0      |
| 2017-2018           | Villarreal B        | SDB                 | 25+1       | 3+0        |                 | -               | -               |                    | -                  | -                  |             | -           | -           | 26     | 3      |
| 2018-gen. 2019      | Villarreal B        | SDB                 | 10         | 0          |                 | -               | -               |                    | -                  | -                  |             | -           | -           | 10     | 0      |
| Totale Villarreal B | Totale Villarreal B | Totale Villarreal B | 41         | 3          |                 | -               | -               |                    | -                  | -                  |             | -           | -           | 41     | 3      |
| dic. 2017           | Villarreal          | PD                  | -          | -          | CR              | -               | -               | UEL                | 1                  | 0                  |             | -           | -           | 1      | 0      |
| gen.-giu. 2019      | UD Logroñés         | SDB                 | 11+1       | 0          | CR              | -               | -               |                    | -                  | -                  |             | -           | -           | 12     | 0      |
| 2019-gen. 2020      | Zemplín Michalovce  | SL                  | 11         | 2          | CS              | 1               | 1               |                    | -                  | -                  |             | -           | -           | 12     | 3      |
| gen.-giu. 2020      | Trinity Zlín        | 1L                  | 3+1        | 0          | CRC             | -               | -               |                    | -                  | -                  |             | -           | -           | 4      | 0      |
| 2020-2021           | Trinity Zlín        | 1L                  | 17         | 1          | CRC             | 1               | 0               |                    | -                  | -                  |             | -           | -           | 18     | 1      |
| Totale Fastav Zlín  | Totale Fastav Zlín  | Totale Fastav Zlín  | 21         | 1          |                 | 1               | 0               |                    | -                  | -                  |             | -           | -           | 22     | 1      |
| 2021-2022           | FC Košice           | FNL                 | 2          | 0          | CRC             | 0               | 0               |                    | -                  | -                  |             | -           | -           | 2      | 0      |
| Totale carriera     | Totale carriera     | Totale carriera     | 87         | 6          |                 | 2               | 1               |                    | 1                  | 0                  |             | -           | -           | 90     | 7      |